# Moderní architektura

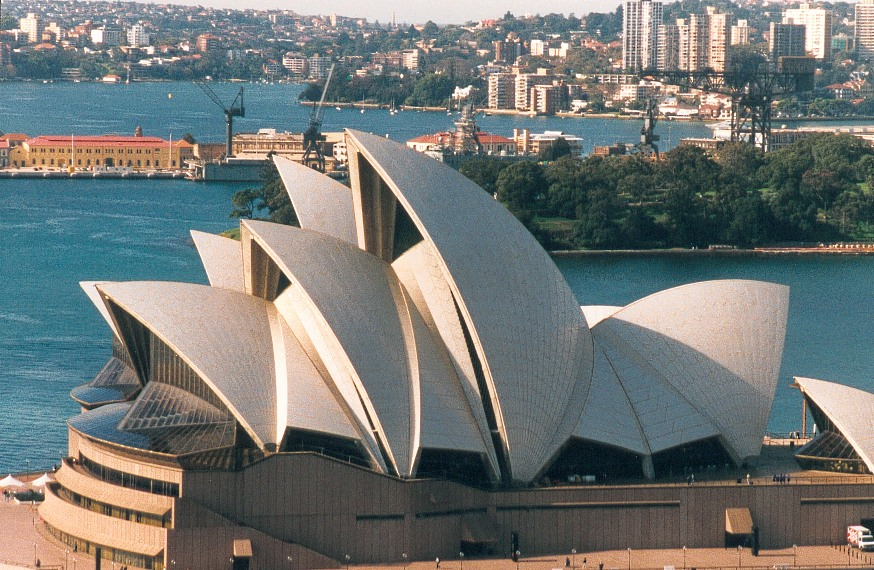
Opera v Sydney je zástupcem moderní architektury; byla postavena v roce 1973

Moderní architektura je termín užívaný pro mnoho stavitelských stylů s podobnými charakteristikami – na prvním místě jde o zjednodušení forem a eliminaci ornamentů. Tento sloh byl vytvořen na počátku 20. století. Moderní architekturu přijalo mnoho vlivných architektů a teoretiků architektury, ačkoliv v první polovině 20. století bylo postaveno pouze málo „moderních budov“. Získala popularitu až po 2. světové válce a stala se na tři desetiletí dominujícím architektonickým stylem pro budovy institucí a firem.
Přesné charakteristiky a původy moderní architektury jsou stále otevřené k interpretaci a diskusi.

## Historie

### Původy
Někteří historici považují vyvinutí moderní architektury jako sociální aspekt, úzce spojený s projektem moderny a tudíž osvícenství. Podle jejich názoru se moderní sloh rozvinul jako výsledek sociální a politické revoluce.
Jiní vidí moderní architekturu jako prvotně řízenou technologickým a stavitelským vývojem a je pravdou, že schopnosti materiálů, které se pro nové budovy používaly, jako např. železo, ocel, beton a sklo, přispěly k objevu nových technik staveb a byly součástí průmyslové revoluce. V roce 1796 majitel mlýna v Shrewsbury Charles Bage použil poprvé ohnivzdorný design, který spočíval v odlitém železu a cihlách s podlahou z dlažebních kostek. Taková konstrukce velmi posilnila strukturu mlýnů, což jim umožnilo umístit mnohem větší stroje. Ale kvůli malým znalostem o železe jako stavebním materiálu se mnoho dřívějších mlýnů zhroutilo. To trvalo do počátku 30. let 19. století, kdy Eaton Hodgkinson představil světu nosník, vedoucí k velkému rozšíření železných konstrukcí. Tento druh strohé industriální architektury změnil naprosto krajinu severní Británie a vedl k tomu, že města jako Manchester a části hrabství West Yorkshire začala být nazývána „Tmavé satanovy mlýny“.
Křišťálový palác postavený Josephem Paxtonem při příležitosti Světové výstavy v roce 1851 je raným příkladem železné a ocelové stavby; možná nejlepším příkladem je však vývoj vysokých ocelových mrakodrapů v Chicagu kolem roku 1890 Williamem Le Baronem Jenneym a Louisem Sullivanem. Z raných staveb, které užívaly beton jako hlavní cestu architektonických vyjádření (spíše než čistě pro užitek), jmenujme Chrám jednoty Franka Lloyda Wrighta, postavený v roce 1906 u Chicaga, a Druhé Goetheanum Rudolfa Steinera, postavené v roce 1926 u Basileje ve Švýcarsku.
Jiní historikové pokládají modernismus za věc vkusu, za reakci proti eklekticismu a marnotraným slohovým excesům viktoriánské doby a eduardského art nouveau. Je třeba poznamenat, že ruské a španělské slovo pro art noveau jsou téhož původu jako anglické slovo „moderní“, ačkoliv jejich významy se liší.
Ať už bylo důvodem cokoliv, kolem roku 1900 začalo mnoho architektů po celém světě vyvíjet nová architektonická řešení, aby spojili tradice (např. gotiku) s novými technologickými možnostmi. Práce Louise Sullivana a Franka Lloyda Wrighta v Chicagu, Victora Horty v Bruselu, Antoniho Gaudího v Barceloně, Otto Wagnera ve Vídni a Charlese Rennieho Mackintoshe v Glasgowě, mezi mnoha jinými, mohou být považovány za boj mezi starým a novým. V této době se začal termín moderní architektura, blížící se svému pozdějšímu významu, používat i v tisku a objevil se v názvu knihy Otto Wagnera.
Klíčovou organizací, která uchopila ideály arts and crafts a modernismu tak, jak se vyvinuly v 20. letech 20. století, byl Deutscher Werkbund (Německé federace práce) a Německá asociace architektů, designérů a průmyslníků. Byla založena v roce 1907 v Mnichově na popud Hermanna Muthesia. Muthesius byl autorem třísvazkového Anglického domu z roku 1905, který byl náčrtem praktických lekcí anglického hnutí Arts and crafts a byl rovněž předním politickým a kulturním komentátorem. Cílem Werkbundu bylo sponzorovat pokus začlenit tradiční řemesla s technikami průmyslové hromadné výroby. Původně organizace zahrnovala dvanáct architektů a dvanáct obchodních firem, ale rychle se rozšířila. Mezi architekty patřil Peter Behrens, Theodor Fischer (který působil jako její první prezident), Josef Hoffmann a Richard Riemerschmid. Joseph August Lux, kritik rakouského původu, pomáhal formulovat její program.

### Modernismus jako dominantní sloh
V 20. letech 20. století získaly věhlas nejdůležitější osoby moderní architektury. Do velké trojky je běžně počítán Le Corbusier ve Francii a Ludwig Mies van der Rohe a Walter Gropius v Německu. Mies van der Rohe a Gropius byli oba řediteli Bauhausu, jedné z mnoha evropských škol a asociací spojených se snahou skloubit tradici řemesel a průmyslové technologie.
Kariéra Franka Lloyda Wrighta probíhala souběžně a ovlivňovala dílo evropských modernistů, obzvláště přes Wasmuth Portfolio, ale sám Wright odmítal být řazen z těmito osobnostmi do jedné linie. Wright měl hlavní vliv jak na Gropia, tak na van der Roheho, stejně tak jako na celou tuto organickou architekturu.
Velmi výrazný podíl na krystalizaci moderní architektury měly také české země a čeští architekti Bohuslav Fuchs, Jaroslav Fragner a Jaromír Krejcar. Písemné disputace Karla Teigeho s Le Corbusierem budí stále velkou pozornost.
V roce 1932 se konala důležitá výstava MOMA, Mezinárodní výstava moderní architektury, organizovaná Philipem Johnsonem. Johnson a jeho spolupracovník Henry-Russell Hitchcock nakreslili společně mnoho různých vláken a trendů, označili je za stylově podobné, které mají jeden cíl, a začlenili je do mezinárodního slohu.
To byl důležitý obrat. S druhou světovou válkou prchly důležité postavy Bauhausu do Spojených států, do Chicaga, na Harvardskou školu designu a na univerzitu Black Mountain. Zatímco u malých obytných budov se design moderní architektury nestal nikdy dominantním slohem, v institucionální a komerční architektuře se stal dominantním, a ve školách (pro vedoucí osobnosti této profese) jediným přijatelným řešením designu od roku 1932 po cca rok 1984.

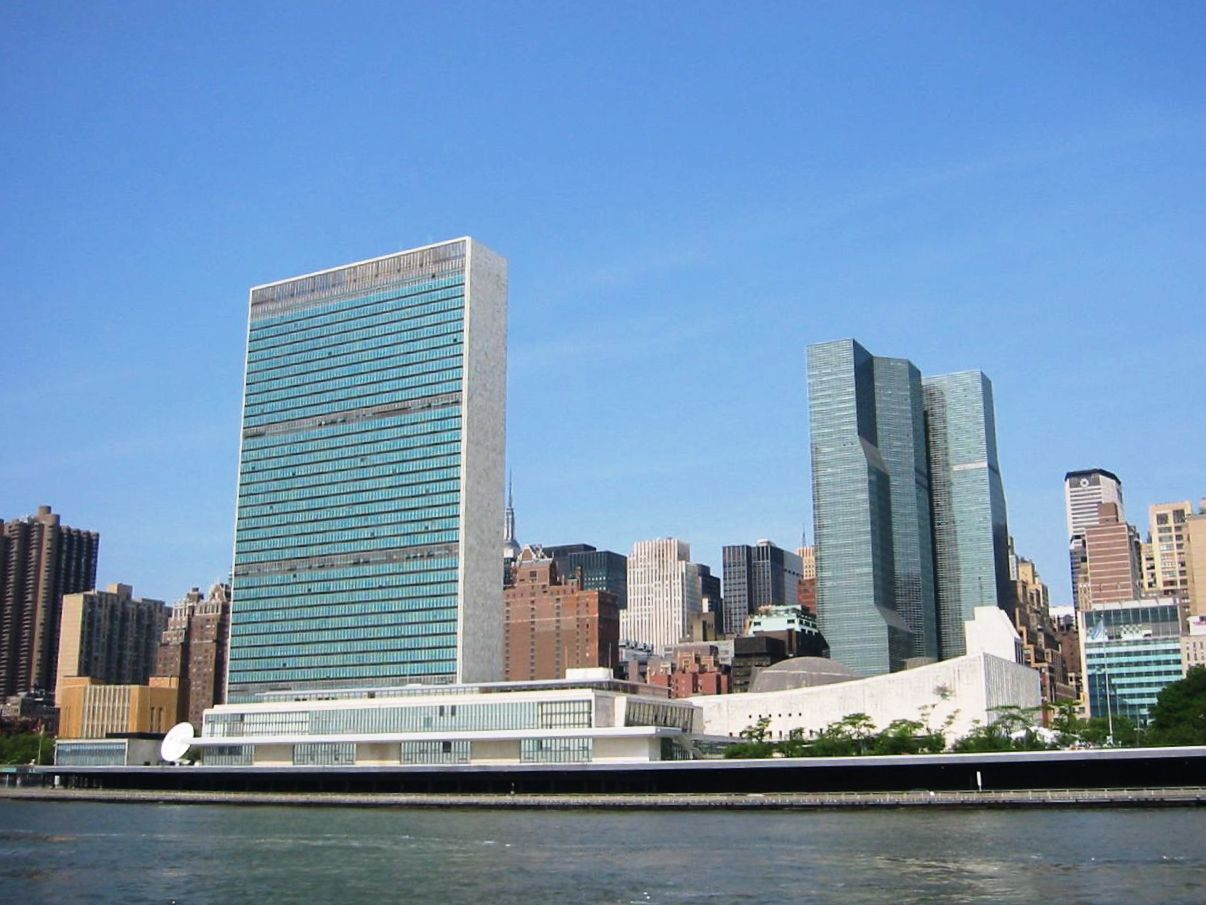
Budova Organizace spojených národů v New Yorku byla postavena v roce 1952

Architekti pracující v mezinárodním slohu chtěli prorazit s architektonickou tradicí a designem jednoduchých budov bez ornamentů. Nejběžněji užívanými materiály jsou sklo na fasády, ocel na exteriéry a beton na podlahy a interiéry; plány podlah byly funkcionální a logické. Tento styl byl nejevidentnější v designu mrakodrapů. Jeho možná nejznámější ukázky zahrnují sídlo Spojených národů (Le Corbusier, Oscar Niemeyer, Howard Robertson), budova Seagram (Ludwig Mies van der Rohe) a dům Lever (Skidmore, Owings and Merrill) – všechny tyto budovy jsou v New Yorku. Prominentním příkladem z obytných domů je dům Lovell (Richard Neutra) v Los Angeles.

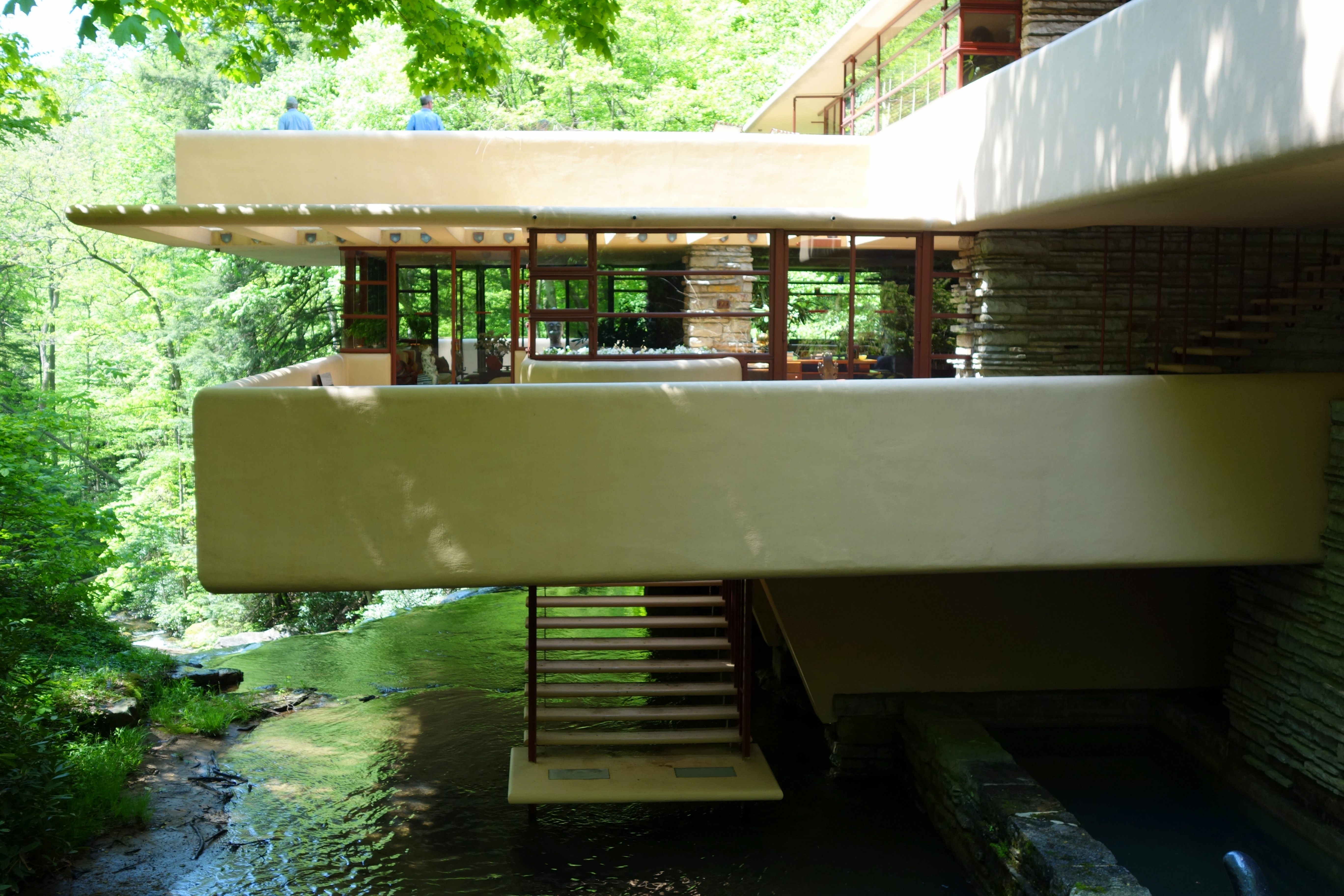
Vila Fallingwater je dílem Franka Lloyd Wrighta a byla postavena v roce 1937

Kritici mezinárodního stylu poukazují na to, že jeho přísná, nekompromisně pravoúhlá geometrie je nelidská. Le Corbusier jednou popsal budovy jako „stroje k bydlení“, ale lidé nejsou stroje a předpokládalo se, že nebudou chtít žít ve strojích. Dokonce Philip Johnson přiznal, že byl „unaven krabicí“. Od počátku 80. let 20. století začalo mnoho architektů dobrovolně hledat cestu od přímočarých designů k více různorodým stylům. Okolo poloviny století začali někteří architekti experimentovat s organickými formami, o kterých se domnívali, že jsou více lidské a dosažitelné. Modernismus poloviny století, neboli organický modernismus, byl velmi oblíben díky své demokratické a hravé přirozenosti. Alvar Aalto a Eero Saarinen byli dvěma z nejvíce plodných architektů a designérů tohoto hnutí, které ovlivnilo současný modernismus.
Ačkoliv stále panuje debata kvůli tomu, kdy a proč vlastně začal úpadek moderního hnutí, kritika moderní architektury začala již v 60. letech na základě tvrzení, že tento sloh je univerzální, sterilní, elitářský a postrádá význam. Jeho cesta začala kostnatět ve „styl“, který hrozil tím, že začne upadat do série manýrů. Siegfried Giedion v jeho předmluvě k evolučnímu textu Prostor, čas a architektura (prvně napsáno v roce 1941) z roku 1961 začínal takto: „V současné době existuje v architektuře jistý zmatek, jako v malířství; druh pauzy, dokonce snad druh vyčerpání.“ V Metropolitním muzeu umění diskutovalo symposium v roce 1961 otázku Moderní architektura: smrt, nebo metamorfóza? V New Yorku coup d’état upozornil na rozpor ohledně budovy Pan Am, která se rýsovala nad nádražím Grand Central Terminal a měla výhodu konceptu modernistických nemovitostí „vzdušných práv“. V kritice Ady Louise Huxtableho a Douglasse Haskella byla považována za něco, co „rozděluje“ klid Park Avenue a „poskvrňuje“ reputace souboru architektů: Waltera Gropia, Pietra Belluschiho a stavitelů z firmy Emery Roth & Sons. Vzestup postmodernismu byl připisován rozporu s moderní architekturou. V 80. letech se zdálo, že postmodernismus zvítězil nad modernismem; nicméně postmodernistická estetika postrádala napětí a v polovině 90. let získala na mezinárodní dominanci neomoderní (hypermoderní) architektura. Jako součást tohoto obrození byla znovu navštívena většina kritiků modernistů, byli vyvráceni a znovu oživeni; a modernistický idiom opět jednou dominoval v současné institucionální a komerční praxi, ale nyní mnohem více soupeřil s obnoveným tradičním architektonickým designem v komerční a institucionální architektuře. Design obytných budov je stále ovládán tradiční estetikou.

## Charakteristika
Moderní architektura je obvykle charakterizována:
- přijetím principu, že materiály a funkční požadavky ovlivňují výsledek
- přijetím strojní estetiky
- odmítnutím ornamentů
- jednoduchostí forem a eliminací „nedůležitých detailů“
- přijetím vyjádřené struktury
- forma následuje funkci

## Ochrana
Ačkoliv je moderní architektura relativně mladá, může být zničena demolicí, zanedbáváním nebo stárnutím. Zatímco roste strach o stav ohrožených moderních budov, hrozby přetrvávají. Neziskové skupiny jako např. Světový fond památek, Docomomo International nebo Ochranná síť nedávné minulosti pracují, aby zachránily a zdokumentovaly ohroženou moderní architekturu. V roce 2006 uvedl Světový fond památek do provozu Modernismus v ohrožení, obhajující a konzervační program. Modernistické stavby v New Orleans byly ve stoupající míře navrženy k demolici po hurikánu Katrina. Současné plány hodlají v New Orleans nechat zdemolovat mnoho veřejných škol postavených v modernistickém slohu, stejně jako velkou část Civic Plaza. Fondy FEMA se budou účastnit stržení Budovy státu a budovy Státního nejvyššího soudu – obě tyto budovy byly navrženy spolupracujícími architektonickými firmami August Perez a společníci, Goldstein, Parham a Labouisse, a Favrot, Reed, Mathes a Bergman. Školský obvod na obnovu New Orleans navrhl demolice škol Charlesem R. Colbertem, Curtisem a Davisem, a Ricciuti Associates. Budova z roku 1959 postavená Lawrencem a Saundersem pro Mezinárodní asociaci přístavních dělníků je v současné době demolicí ohrožená, ačkoliv Spojené státy podporují její konzervaci.